# Temple Square
Temple Square je komplex budov a zahrad založený v roce 1853 uprostřed města Salt Lake City ve státě Utah. Jeho vlastníkem je Církev Ježíše Krista Svatých posledních dnů a rozkládá se na 40 000 m². Nachází se zde mimo jiné Salt Lake Temple, Salt Lake Tabernacle, Salt Lake Assembly Hall a Seagull Monument.